# Surabaya
Surabaya (ejtsd: Szurabaja) város Indonéziában, Jáva szigetén, az ország második legnagyobb városa. A városnak 3,1 millió, az agglomerációnak 5,6 millió lakosa van. A Kelet-Jávai régió központja.
Iparváros, ahol hajógyárak, olajfinomító, textilüzemek működnek. 
Az ország 2. legforgalmasabb kikötője. Fő kiviteli cikkei: gumi, cukor, dohány, kávé és egyéb mezőgazdasági termékek.

## Testvérvárosok
Surabayanak több várossal van testvérvárosi megállapodása:
- Seattle,  USA
- Peking,  Kína
- Kócsi,  Japán
- Meshed,  Irán
- Puszan,  Dél-Korea
- Dzsidda,  Szaúd-Arábia
- Sydney,  Ausztrália 1986 óta
- İzmir,  Törökország
- Kanton,  Kína
- Hsziamen,  Kína
- Perth,  Ausztrália 2008 óta
- Porto Alegre,  Brazília 2008 óta
- Johor Bahru,  Malajzia 2008 óta
- Fucsou,  Kína, 2009 óta
- Rotterdam,  Hollandia
- Alexandria,  Egyiptom